# مدیسون ریلی
مدیسون ریلی (انگلیسی: Madison Riley Aplanalp؛ زادهٔ ۱۶ مارس ۱۹۹۰)  یعنی اسفند سال ۱۳۶۸ .یک هنرپیشه اهل ایالات متحده آمریکا است. وی از سال 2007 میلادی تاکنون مشغول فعالیت بوده‌است.

## بخشی از فیلمشناسی
از فیلم‌ها یا برنامه‌های تلویزیونی که وی در آن نقش داشته‌است می‌توان به آثار زیر اشاره کرد.
- اسمالویل (۲۰۰۶)
- بزرگ‌شده‌ها (۲۰۱۰)
- فرد ۳ (۲۰۱۲)
- دو مرد و نصفی (۲۰۱۲)
- یقه سفید (مجموعه تلویزیونی) (۲۰۱۴)
- ابتدایی (مجموعه تلویزیونی) (۲۰۱۵)